# Malign hypertermi
Malign hypertermi (MH) är en allvarlig reaktion på vissa narkosläkemedel som används vid generell anestesi som förekommer hos vissa individer. Symtom innefattar bland annat muskelstelhet, feber och hög hjärtfrekvens. Allvarliga följder innefattar bland annat muskelsönderfall och höga nivåer av kalium i blodet. De flesta personer med känslighet för malign hypertermi har inga symtom om de inte utsätts för ett utlösande medel.
Exponering av MH-utlösande läkemedel (vissa inhalationsanestetika eller succinylkolin) kan leda till utveckling av MH hos MH-känsliga individer. Mottaglighet kan uppstå på grund av genetiska mutationer, där den vanligaste är RYR1 -genen.
Hos mottagliga individer inducerar läkemedlen frisättning av kalciumjoner i skelettmuskelceller, via aktivering av ryadoninreceptorn. Ökningen av kalciumkoncentrationer i cellerna gör att muskelfibrerna kontraheras. Detta genererar värmeutveckling och resulterar bland annat i acidos och ökad koldioxidproduktion. Diagnos baseras på symtom under anestesi efter exponering av kända utlösande läkemedel. Familjemedlemmar kan testas för att se om de är MH-känsliga genom muskelbiopsi eller genetisk testning, vilket i Sverige sker på särskilt center.
Behandling är att vid misstanke om MH avlägsna misstänkt orsakande medel, snabb avkylning och organunderstödjande vård. Dantrolen är en antidot och är ett muskelavlappande medel som verkar på ryanodinreceptorn. Att undvika läkemedel som utlöser MH rekommenderas vid anestesi för MH-känsliga. MH drabbar 1 av 5 000 till 50 000 fall där människor sövs med inhalationsanestetika. Män drabbas oftare än kvinnor. Dödligheten med rätt behandling är cirka 5 % och utan behandling cirka 75 %. Även om fall som liknar MH har beskrivits sedan början av 1900-talet, var det först 1960 som sjukdomen tydligt beskrevs.

## Symtom
De typiska symtomen vid malign hypertermi beror på ett okontrollerat hyperkataboliskt tillstånd beroende på stark och okontrollerad skelettmuskelkontraktion. Detta visar sig som en mycket hög temperatur (hypertermi), ökad hjärtfrekvens och onormalt snabb andning, ökad koldioxidproduktion, ökad syreförbrukning, acidos, rigiditet (stelhet) och rabdomyolys (muskelsönderfall). Dessa tecken kan utvecklas när som helst under tillförandet av de MH-utlösande läkemedlen. I sällsynta fall kan symtom utvecklas upp till 40 minuter efter avslutad anestesi. De tidigaste symtomen kan innefatta: masseterspasm efter administrering av succinylkolin, ökad koldioxidkoncentration i blodet och acidos, takykardi och muskelstelhet. Trots namnet hypertermi är förhöjd kroppstemperatur ofta ett sent tecken, men kan uppträda tidigt i svåra fall. Snabb andningsfrekvens, cyanos, högt blodtryck, onormal hjärtrytm och hyperkalemi kan också ses.

## Orsaker
Malign hypertermi är en ärftlig sjukdom. De flesta personer med känslighet för malign hypertermi har inga symtom om de inte utsätts för ett utlösande medel. De vanligaste utlösande medlen är halogenerade anestesigaser, såsom halotan, sevofluran, desfluran, isofluran, enfluran eller de depolariserande muskelavslappnande medlen suxametonium och dekametonium som används i generell anestesi (narkos).
Vissa anestesimedel utlöser inte malign hypertermi. Exempel på läkemedel som inte orsakar MH innefattar lokalanestetika (lidokain, bupivakain, mepivakain), opiater (morfin, fentanyl), ketamin, barbiturater, dikväveoxid, propofol, etomidat och bensodiazepiner. De icke-depolariserande muskelavslappnande medlen pancuronium, cisatracurium, atracurium, mivacurium, vecuronium och rocuronium orsakar inte heller MH.
Det är möjligt att MH-känsliga individer kan utveckla MH vid träning eller vid exponering för varma miljöer.

### Genetik
Malign hypertermi är en autosomalt dominant nedärvd sjukdom med variabel penetrans. Defekten är vanligtvis lokaliserad på den långa armen av kromosom 19 (19q13.2) som involverar ryanodinreceptorn. Mer än 25 olika mutationer i denna gen är kopplade till malign hypertermi.

## Patofysiologi
I de flesta fall (50–70 %) beror benägenheten för malign hypertermi på en mutation av ryanodinreceptorn (typ 1) (RYR1) som är involverad i kalciumregleringen inuti skelettmuskelceller. Aktivering av ryanodinreceptorer resulterar i en ökning av intracellulära kalciumnivåer vilket medför muskelkontraktion. Medel som utlöser malign hypertermi gör det lättare att ryanodinreceptorer aktiveras. För kraftig aktivering av receptorn leder överdriven muskelkontraktion och till användning av stora mängder adenosintrifosfat (ATP), den huvudsakliga cellulära energibäraren, vilket genererar överskottsvärme (hypertermi).

## Diagnos

### Under anestesi
Malign hypertermi misstänks utifrån typiska symtom i samband med anestesi med känd utlösande faktor. Vissa laboratorieundersökningar vid pågående symtom kan vara av värde, såsom påvisande av förhöjda nivåer av kreatinkinas, kalium, fosfat (som leder till minskat kalcium) och myoglobin vilket är resultatet av muskelsönderfall. Allvarlig rabdomyolys kan leda till akut njursvikt, så njurfunktionen mäts i allmänhet regelbundet i efterförloppet.

### Känslighetstestning
Individer med en nära släkting som har haft en episod av malign hypertermi eller har nära släktingar som visat sig vara MH-känsliga vid testning. Standardproceduren för att bekräfta MH-känslighet är "koffein-halothane contracture test", CHCT. En muskelbiopsi görs vid ett godkänt center, och testas i lösningar innehållande koffein eller halotan där man observeras den för kontraktion; under goda förhållanden är sensitiviteten 97 % och specificiteten 78 %.

#### Genetisk testning
Genetisk testning utförs ibland vid misstänkt MH. Om mutationen i släkten är känd kan analys av den kända mutationen bekräfta men inte utesluta MH-känslighet.

## Behandling

Dantrolen, den enda tillgängliga medicinska behandlingen för malign hypertermi

Behandling av MH är intravenös administrering av dantrolen (den enda kända antidoten), utsättande av utlösande medel och understödjande behandling riktad mot att korrigera hypertermi, acidos och understödja vitala organfunktioner. Behandling måste sättas in snabbt vid klinisk misstanke om malign hypertermi. Dantrolen är ett muskelavslappnande medel som verkar direkt på ryanodinreceptorn för att förhindra frisättning av kalcium. Efter det införandet av behandling med dantrolen sjönk dödligheten i malign hypertermi från 80 % på 1960-talet till mindre än 5 %.